# Fujikawaguchiko
Fujikawaguchiko (jap. 富士河口湖町 Fujikawaguchiko-machi) – miasto w Japonii, na wyspie Honsiu, w prefekturze Yamanashi. Według danych na rok 2020 miejscowość zamieszkiwało 26 082 mieszkańców , a gęstość zaludnienia wyniosła 164,7 os./km².